# Lêdo Ivo
Lêdo Ivo OMM (Maceió, 18 de fevereiro de 1924 — Sevilha, 23 de dezembro de 2012) foi um poeta, romancista, contista, cronista, ensaísta e jornalista brasileiro.
Fez jornalismo e tradução, seu primeiro livro foi As Imaginações. Da sua vasta obra, destacam-se títulos como Ninho de Cobras, A Noite Misteriosa, As Alianças, Ode ao Crepúsculo, A Ética da Aventura ou Confissões de um Poeta.
Era membro da Academia Brasileira de Letras, eleito em 13 de novembro de 1986 para a cadeira 10, sucedendo a Orígenes Lessa. Foi casado com Maria Lêda Sarmento de Medeiros Ivo (1923-2004), com quem teve três filhos: Patrícia, Maria da Graça e Gonçalo.

## Biografia
Lêdo Ivo nasceu no dia 18 de fevereiro de 1924, na cidade de Maceió, estado de Alagoas,  Brasil.
Fez os cursos primário e secundário em sua cidade natal. Em 1940, transferiu-se para o Recife. Embora curto, esse período de residência no Recife foi sempre referido pelo escritor como fundamental para sua trajetória literária, pois ali travou contato com o grupo reunido em torno do pintor e escritor Vicente do Rego Monteiro e do ensaísta Willy Levin, que instruíam os então jovens poetas − como Lêdo Ivo e João Cabral de Melo Neto − sobre as vanguardas europeias, com ênfase para o Surrealismo (cf. “Os jardins enfurecidos”, ensaio da obra “O ajudante de Mentiroso").
No ano de 1941, Lêdo Ivo participou do I Congresso de Poesia do Recife. Mudou-se para o Rio de Janeiro em 1943m onde se matriculou na Faculdade Nacional de Direito da Universidade do Brasil, instituição pela qual se formou. Passou então a colaborar em suplementos literários e a trabalhar como jornalista.
Em 1944, fez sua estreia na literatura com a poesia "As Imaginações".  No ano seguinte publicou "Ode e Elegia", que recebeu o Prêmio Olavo Bilac, da Academia Brasileira de Letras. Nos anos subsequentes, publicou diversos livros de poesia, contos,  crônicas, ensaios e romances.

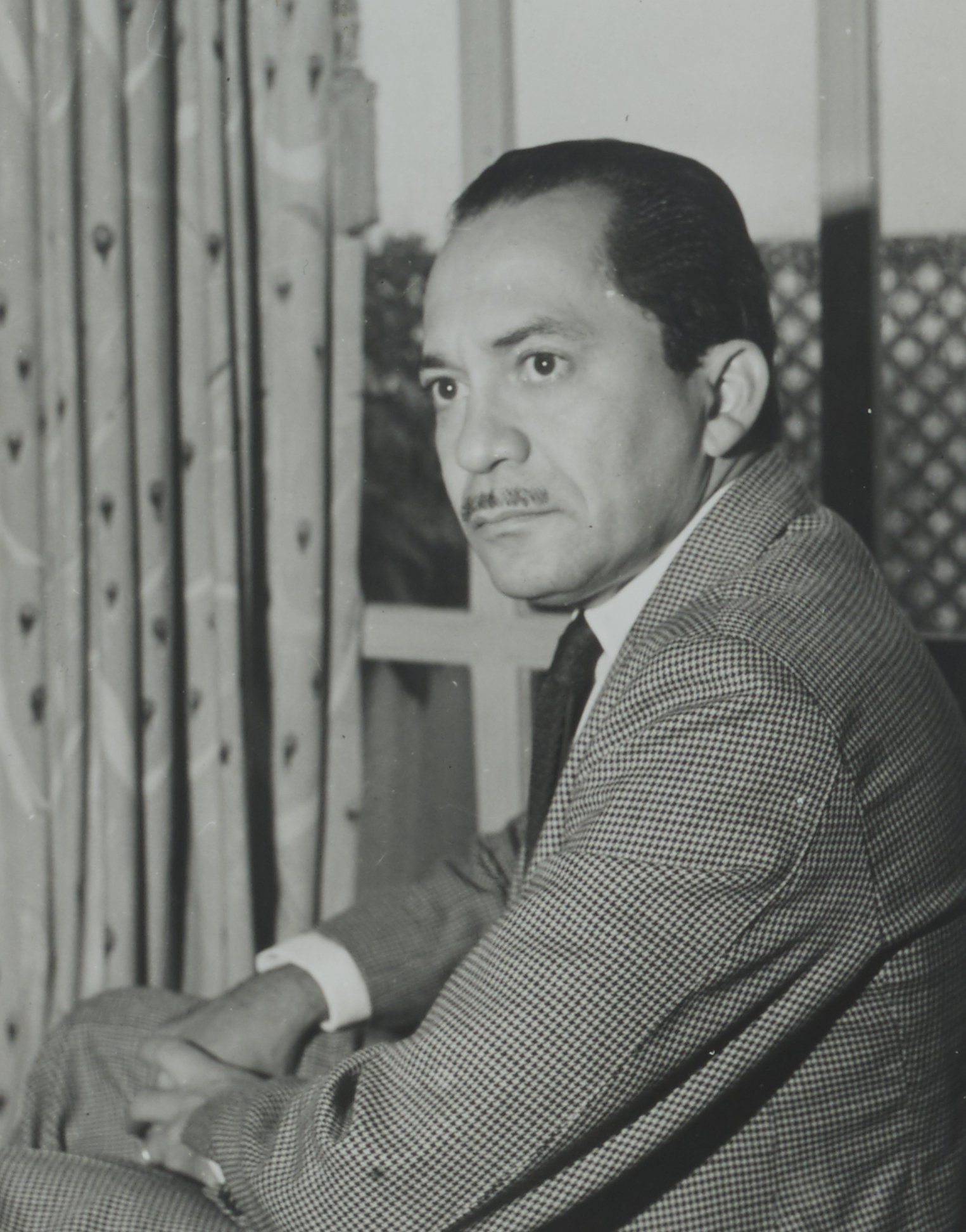
Lêdo Ivo, sem data. Arquivo Nacional.

Em um primeiro momento, é possível situar Lêdo Ivo no grupo conhecido como Geração de 45. A renovação de formas fixas e a revisão de alguns aspectos do Modernismo de 1922 estiveram no horizonte de ocupações dos então jovens poetas que, no Rio de Janeiro, publicaram a Revista Orfeu − grupo de que participou Lêdo Ivo – e, em São Paulo, a Revista Brasileira de Poesia. Contudo, se a crítica ao tempo de sua estreia já detectava pontos divergentes dos demais autores, como a prática do verso longo, outras diferenças se acentuariam com o passar do tempo, já que Lêdo Ivo compôs obra que ultrapassou em muito os paradigmas de sua geração, como vem situando a crítica mais atenta à trajetória do autor (cf., p. ex., o texto "Quem tem medo de Lêdo Ivo?", prefácio do poeta e tradutor Ivan Junqueira à "Poesia Completa").
Em 1945, Lêdo Ivo se casa com sua companheira de toda a vida, Maria Lêda, a quem dedicaria "Cântico", obra de 1949. Ainda em 1949, Lêdo Ivo profere, no Museu de Arte Moderna de São Paulo, a conferência "A geração de 45". Nesse ano, forma-se em Direito.
O livro "Acontecimento do Soneto", por vezes lido como um dos marcos da Geração de 45, é impresso em primeira edição pelo amigo João Cabral de Melo Neto, em sua prensa manual, na cidade de Barcelona, Espanha, no ano de 1948. Como se lê pelas cartas publicadas no volume “E agora adeus” (correspondência passiva, editado pelo Instituto Moreira Salles e com estudo introdutório e notas do escritor Gilberto Mendonça Teles), foi de João Cabral a sugestão do título, a partir do verso "um soneto não se faz, ele acontece", que se lê no "Soneto das Catorze Janelas". 
Lêdo Ivo reside em Paris entre os anos de 1953 e 1954, experiência que marca sua escrita e que se percebe em obras como "O rei da Europa" e "Um brasileiro em Paris", publicadas em edição conjunta em 1955.
Em 1963, a convite do governo norte-americano, realizou uma viagem de dois meses (novembro e dezembro) pelos Estados Unidos, pronunciando palestras em universidades e conhecendo escritores e artistas. Essa outra experiência de viagem e residência no exterior se reflete em sua produção literária, sobretudo a partir do livro “Estação Central”, publicado em 1964, quando a grande sociedade de consumo americana se torna tema de toda uma seção, intitulada “América”.

Lêdo Ivo com Juscelino Kubitschek, 1973. Arquivo Nacional.

Na década seguinte, a de 1970, Lêdo Ivo publica duas de suas mais importantes obras: o livro de poesia “Finisterra” e o romance “Ninho de cobras”, ambos fortemente marcados pelo imaginário da terra natal alagoana. Essa revisitação do lugar de origem incorpora tanto crítica social quanto indagação metafísica, beneficiando-se de toda a experiência já acumulada pelo escritor. “Finisterra” ganha o Prêmio Jabuti e “Ninho de cobras” é distinguido pelo maior prêmio literário da época, o Walmap, após ser rejeitado por duas editoras.
Em 13 de novembro de 1986, Lêdo Ivo elege-se para a Academia Brasileira de Letras, na sucessão de Orígenes Lessa. Torna-se o quinto ocupante da Cadeira nº 10, sendo recebido em 7 de abril de 1987, pelo acadêmico Dom Marcos Barbosa. Recebeu os acadêmicos Geraldo França de Lima, Nélida Piñon e Sábato Magaldi. 
Em 1993, Ivo foi admitido pelo presidente Itamar Franco à Ordem do Mérito Militar no grau de Oficial especial.
Também em homenagem a sua companheira Maria Lêda lançou "Poesia Completa", em 2004, pela Editora Topbooks, por ocasião dos 80 anos de vida do poeta. Em 2006, doou seu acervo pessoal ao Instituto Moreira Salles. Sob a inspiração da perda da companheira, Lêdo Ivo comporia o poema longo "Réquiem", distinguido com o Prêmio Casa de Las Américas, em 2009.
No dia 25 de dezembro de 2011, Lêdo Ivo recebeu ainda, na Espanha, na cidade de Léon, o Prêmio Leteo, pela primeira vez atribuído a um poeta e escritor de língua portuguesa. Este prêmio distingue "um escritor de relevância internacional, autor de uma obra de alta qualidade literária, dotada de invenção e originalidade, e que não se tenha rendido aos ditames do mercado". O Prêmio Leteo é concedido por um júri de jovens escritores, o que atesta o amplo interesse pela obra do escritor brasileiro na Espanha, país onde vem sendo sistematicamente traduzido e publicado.
Lêdo Ivo continuou publicando prolificamente tanto poesia quanto prosa até seus anos finais. Quando vem a falecer, em 2012, na cidade de Sevilha, deixa inédito no Brasil o volume de poemas “Mormaço”, publicado em primeira edição na Espanha. Fica também inédito o volume ensaístico “Afastem-se das hélices”, que sairia depois em conjunto com uma reedição de outra obra ensaística do escritor, “O aluno relapso”. E ainda o livro de poemas “Aurora”, que também sai inicialmente publicado na Espanha.
Morreu aos 88 anos de idade, após um mal súbito, quando viajava ao exterior.

### Discurso de posse na ABL
Eis o 1º parágrafo de seu discurso de posse, já como membro da Academia Brasileira de Letras:
"Numa tarde de outono, um homem caminha pelas ruas de Londres. O frio e o vento o obrigam a encolher-se no seu sobretudo. Sozinho e desconhecido na metrópole que Verlaine comparou à Babilônia, esse homem é um exilado, expulso de sua pátria por um caudilho taciturno. E enquanto ele marcha entre as folhas que caem, em seu espírito flui a interminável reflexão sobre o seu país que, no outro lado do oceano, vive as turbulências do dissídio e do desencontro.
Esta é a imagem que me ocorre de Rui Barbosa, o fundador da Cadeira nº 10: a do exilado."

### Poesia
- As imaginações. Rio de Janeiro: Pongetti, 1944;
- Ode e elegia. Rio de Janeiro: Pongetti, 1945;
- Acontecimento do soneto. Barcelona: O Livro Inconsútil, 1948;
- Ode ao crepúsculo. Rio de Janeiro: Pongetti, 1948;
- Cântico. Ilustrações de Emeric Marcier. Rio de Janeiro: J. Olympio, 1949;
- Linguagem: (1949-19041). Rio de Janeiro, J. Olympio, 1951;
- Ode equatorial. Com xilogravuras de Anísio Medeiros. Niterói: Hipocampo, 1951;
- Acontecimento do soneto. Incluindo Ode à noite. Introdução de Campos de Figueiredo. 2. ed. Rio de Janeiro: Orfeu, 1951;
- Um brasileiro em Paris e O rei da Europa. Rio de Janeiro: J. Olympio, 1955;
- Magias. Rio de Janeiro: Agir, 1960;
- Uma lira dos vinte anos (contendo: As imaginações, Ode e elegia, Acontecimento do soneto, Ode ao crepúsculo, A jaula e Ode à noite). Rio de Janeiro: Liv. São José, 1962;
- Estação central. Rio de Janeiro: Tempo Brasileiro, 1964;
- Rio, a cidade e os dias: crônicas e histórias. Rio de Janeiro: Tempo Brasileiro, 1965;
- Finisterra. Rio de Janeiro: J. Olympio, 1972;
- O sinal semafórico (contendo: de As imaginações à Estação central). Rio de Janeiro: J. Olympio, 1974;
- O soldado raso. Recife: Edições Pirata, 1980;
- A noite misteriosa. Rio de Janeiro: Record, 1982;
- Calabar. Rio de Janeiro: Record, 1985;
- Mar Oceano. Rio de Janeiro: Record, 1987;
- Crepúsculo civil. Rio de Janeiro: Topbooks, 1990;
- Curral de peixe. Rio de Janeiro: Topbooks, 1995;
- Noturno romano. Com gravuras de João Athanasio. Teresópolis: Impressões do Brasil, 1997;
- O rumor da noite. Rio de Janeiro: Editora Nova Fronteira, 2000;
- Plenilúnio. Rio de Janeiro: Topbooks, 2004;
- Poesia Completa - 1940-2004. Rio de Janeiro: Topbooks, 2004;
- Réquiem. Com pinturas de Gonçalo Ivo e desenho de Gianguido Bonfanti. Rio de Janeiro: editora Contra Capa, 2008.

### Antologias
- Antologia Poética. Rio de Janeiro: Ed. Leitura, 1965.
- O Flautim. Rio de Janeiro: Editora Bloch, 1966.
- 50 Poemas Escolhidos pelo Autor. Rio de Janeiro: MEC, 1966.
- Central Poética. Rio de Janeiro: Editora Nova Aguilar, 1976.
- Os Melhores Poemas de Lêdo Ivo. São Paulo: Ed. Global, 1983. (2.a edição, 1990).
- 10 Contos Escolhidos. Brasília: Ed. Horizonte, 1986.
- Cem Sonetos de Amor. Rio de Janeiro: José Olympio Editora, 1987.
- Antologia Poética. Organização de Walmir Ayala; introdução de Antonio Carlos Vilaça. Rio de Janeiro: Ediouro, 1991.
- Os Melhores Contos de Lêdo Ivo. São Paulo: Global Editora, 1995.
- Um Domingo Perdido (contos). São Paulo: Global Editora, 1988.
- Poesia Viva. Recife: Editora Guararapes, 2000.
- Melhores Crônicas de Lêdo Ivo. Prefácio e notas de Gilberto Mendonça Teles. São Paulo: Global Editora, 2004.
- 50 Poemas Escolhidos pelo Autor. Rio de Janeiro: Edições Galo Branco, 2004.
- Cem Poemas de Amor. São Paulo: Escrituras Editora, 2005.
- O vento do mar. Rio de Janeiro: Contracapa/ABL, 2010.

### Romance
- As alianças (Prêmio da Fundação Graça Aranha). Rio de Janeiro: Agir, 1947; 2.a ed., Rio, Editora Record, 1982; 3.a ed., Coleção Aché dos Imortais da Literatura Brasileira. São Paulo: Editora Parma, 1991; 4ª edição, Belo Horizonte: Editora Leitura, 2007.
- O caminho sem aventura. São Paulo: Instituto Progresso Editorial, 1948; 2.a ed. revista (com xilogravuras de Newton Cavalcanti), Rio de Janeiro: Edições O Cruzeiro, 1958; 3.a ed., Rio de Janeiro: Editora Record, 1983.
- O sobrinho do general. Rio de Janeiro: Civilização Brasileira, 1964; 2.a ed., Editora Record, 1981.
- Ninho de cobras (V Prêmio Walmap). Rio de Janeiro: Livraria José Olympio Editora, 1973; 2.a ed., Editora Record, 1980; 3.a ed. Editora Topbooks, 1997; 4ª ed. Maceió: Editora Catavento, ; 5ª ed. Maceió: Imprensa Oficial Graciliano Ramos, 2015.
- A morte do Brasil. Rio de Janeiro: Editora Record, 1984; 2.a ed., São Paulo: Círculo do Livro, 1990; 3ª Edição, Belo Horizonte: Editora Leitura, 2007.

### Conto
- Use a passagem subterrânea. São Paulo: Difusão Européia do Livro, 1961;
- O flautim. Rio de Janeiro: Bloch, 1966;
- 10 [dez] contos escolhidos. Brasília: Horizonte, 1986;
- Os melhores contos de Lêdo Ivo. São Paulo: Global, 1995;
- Um domingo perdido. São Paulo: Global, 1998.

### Crônica
- A cidade e os dias. Rio de Janeiro: O Cruzeiro, 1957;
- O navio adormecido no bosque. São Paulo: Duas Cidades, 1971;
- As melhores crônicas de Lêdo Ivo. Prefácio e notas de Gilberto Mendonça Teles. São Paulo: Global, 2004.<b

### Ensaio
- Lição de Mário de Andrade. Rio de Janeiro: Ministério da Educação e Saúde, 1951;
- O preto no branco. Exegese de um poema de Manuel Bandeira. Rio de Janeiro: Liv. São José, 1955;
- Raimundo Correia: poesia (apresentação, seleção e notas). Rio de Janeiro: Agir, 1958;
- Paraísos de papel. São Paulo: Conselho Estadual de Cultura, 1961;
- Ladrão de flor. Capa de Ziraldo Rio de Janeiro: Elos, 1963;
- O universo poético de Raul Pompéia. Em apêndice: Canções sem metro, e Textos esparsos [de Raul Pompéia]. Rio de Janeiro: Liv. São José, 1963;
- Poesia observada. (Ensaios sobre a criação poética, contendo: Lição de Mário de Andrade, O preto no branco, Paraísos de papel e as seções inéditas Emblemas e Convivências). Rio de Janeiro: Orfeu, 1967;
- Modernismo e modernidade. Nota de Franklin de Oliveira. Rio de Janeiro: Liv. São José, 1972;
- Teoria e celebração. São Paulo: Duas Cidades, 1976;
- Alagoas. Rio de Janeiro: Bloch, 1976;
- A ética da aventura. Rio de Janeiro: F. Alves, 1982;
- A república da desilusão. Rio de Janeiro: Topbooks, 1995;
- A propósito de uma raposa: reflexões de um romancista. 3a. ed., Rio de Janeiro: Topbooks, 1997; 4a. ed., Maceió: Catavento, 2002; 5a. ed., Maceió: Imprensa Oficial Graciliano Ramos, 2015.
- O Ajudante de mentiroso. Rio de Janeiro: Educam/ABL, 2009.
- João do Rio. Rio de Janeiro: ABL, 2009.

### Confissões de um poeta. São Paulo: Difusão Européia do Livro, 1979;
- O aluno relapso. São Paulo: Massao Ohno, 1991.

### Literatura infanto-juvenil
- O canário azul. São Paulo: Scipione, 1990;
- O menino da noite. São Paulo: Companhia. Scipione, 1995;
- O rato da sacristia. São Paulo: Global, 2000;
- A história da Tartaruga. São Paulo: Global, 2009.

### Edição conjunta
- O Navio Adormecido no Bosque (reunindo A Cidade e os Dias e Ladrão de Flor). São Paulo: Livraria Duas Cidades, 1971.

### Traduções
Traduções de títulos internacionais feitas por Lêdo Ivo
- AUSTEN, Jane. A Abadia de Northanger. Rio de Janeiro: Editora Pan-Americana, 1944. Rio de Janeiro: Editora Francisco Alves, 1982.
- MAUPASSANT, Guy de. Nosso Coração. São Paulo: Livraria Martins, 1953.
- RIMBAUD, Jean-Artur. Uma Temporada no Inferno (Une Saison en enfer) e Iluminações (Illuminations) (tradução, introdução e notas). Rio de Janeiro: Civilização Brasileira, 1957. Rio de Janeiro: Editora Francisco Alves, 2004.
- DOSTOIEVSKI, Fiodor M. O Adolescente. Rio de Janeiro: Livraria José Olympio Editora, 1960.
- GOES, Albrecht. O Holocausto. Rio de Janeiro: Agir, 1960.

### Sobre Lêdo Ivo
Conjunto de obras que falam sobre Lêdo Ivo
- ARAUJO, Gilberto. Vidas alagadas. In: IVO, Lêdo. Ninho de cobras. 5a. ed. Maceió: Imprensa Oficial Graciliano Ramos, 2015.
- ALMEIDA, Leda. Labirinto de Águas. Imagens literárias e biográficas de Lêdo Ivo. Maceió: Edições Catavento, 2002.
- BRASIL, Assis. A Trajetória Poética de Lêdo Ivo. Rio de Janeiro: Topbooks, 2006.
- FLORES, Alberto Vivar. Domingos Fernandes Calabar (1600-1635): nem herói nem traidor, mas fundador de povos. In: IVO, Lêdo. Calabar: um poema dramático. Maceió: Imprensa Oficial Graciliano Ramos, 2017. ISBN 978-85-9465-044-3.
- FREIRE, Junqueira. Ninho de cobras. In: IVO, Lêdo. Ninho de cobras. 5a. ed. Maceió: Imprensa Oficial Graciliano Ramos, 2015.
- FRIAS, Rubens Eduardo Ferreira. A Raposa sem as Uvas. Uma leitura de Ninho de cobras de Lêdo Ivo. Rio de Janeiro: Academia Brasileira de Letras, 2004. (Coleção Austregésilo de Athayde, vol. 17.)
- IVO, Gonçalo. Tasmânia. IVO, Lêdo. Ninho de cobras. 5a. ed. Maceió: Imprensa Oficial Graciliano Ramos, 2015.
- NÓBREGA, Luiza. Quero Ser o que Passa: a poesia de Lêdo Ivo. Rio de Janeiro: Contra Capa/Imprensa Oficial de Alagoas, 2011.
- NUNES, Cassiano. Multiplicidade de Lêdo Ivo. Penedo: AL. Fundação Casa de Penedo, 1995.
- RENNÓ, Elizabeth. A Aventura Poética de Lêdo Ivo. Rio de Janeiro: Academia Brasileira de Letras, 1989. (Coleção Afrânio Peixoto, vol. 11.)
- SANT’ANA, Moacir Medeiros de. Lêdo Ivo de Corpo Inteiro. Maceió: Secretaria de Cultura do Estado de Alagoas, 1995.
- FERNANDES, Ronaldo Costa. Considerações sobre um poeta: Lêdo Ivo.  Rio de Janeiro: separata da Revista Brasileira da Academia Brasileira de Letras, 2008.
- MICCOLIS, Leila. Passagem de Calabar. Rio de Janeiro: Topbooks, 2009.
- MÍCCOLIS, Leila. Calabar, de Lêdo Ivo, e as traições de um país. In: IVO, Lêdo. Calabar: um poema dramático. Maceió: Imprensa Oficial Graciliano Ramos, 2017. ISBN 978-85-9465-044-3.
- SANTOS, Wladimir Saldanha dos. Exato Oceano: a escrita de Lêdo Ivo, da geração de 45 à metapoética da água. Tese de Doutorado. 322p. Programa de Pós-graduação em Literatura e Cultura. Salvador: PPGLL/Universidade Federal da Bahia - UFBA, 2014.
- SILVA, Márcio Ferreira da Silva. A cidade desfigurada: uma análise do romance "Ninho de cobras", de Lêdo Ivo. Maceió: Catavento, 2002.
- SILVA, Márcio Ferreira da Silva. Um olhar cultural sobre o espaço em "Ninho de cobras", de Lêdo Ivo. In: Cultura, contextos, contemporaneidades. Salvado; Seminário Abralic Norte/Nordesde-UFAL, 29 e 30 de novembro de 1999.
- SILVA, Márcio Ferreira da Silva. A geografia literária de Lêdo Ivo. Tese de Doutorado. 140p. Programa de Pós-Graduação em Letras e Linguística. Maceió: PPGLL/Universidade Federal de Alagoas-UFAL, 2007.
- SILVA, Márcio Ferreira da. Espaços negativos na poesia de Lêdo Ivo. Caderno de Resumo do I JOEEL-JORNADA DE ESTUDOS SOBRE O ESPAÇO LITERÁRIO, Universidade Federal do Triângulo Mineiro, Campus Uberaba, vol. 1, nº 1, 2013. ISSN 2319-0272.
- SILVA, Márcio Ferreira da. Romance e negatividade grávida na ficção de Lêdo Ivo. Revista Graciliano Ramos. Maceió: Imprensa Oficial Graciliano Ramos, nº 07, nov./dez. 2010.
- SILVA, Márcio Ferreira da Silva. Cidade e representação urbana em Lêdo Ivo. Revista Falares. Maceió: Grafpel/Universidade Estadual de Alagoas-UNEAL, 2011.
- SILVA, Márcio Ferreira da. A cidade elegíaca de Lêdo Ivo. Revista Leitura. Programa de Pós-Graduação em Letras e Linguística-PPGLL/UFAL. Número temático: Literatura e urbanidade, nº 37 e 38, 2010.
- SILVA, Márcio Ferreira da Silva. A geografia literária de Lêdo Ivo. Maceió: EDUFAL, 2015. ISBN 978-85-7177-910-5.
- SILVA, Márcio Ferreira da Silva. O deus-guerrilheiro: prefácio. In: IVO, Lêdo. Calabar: um poema dramático. Maceió: Imprensa Oficial Graciliano Ramos, 2017. ISBN 978-85-9465-044-3.

## Prêmios
- Prêmio Olavo Bilac da Academia Brasileira de Letras - "Ode e Elegia" (1945).[2]
- Prêmio de Romance da Fundação Graça Aranha - "As alianças" (1947)[2]
- Prêmio Carlos de Laet, da Academia Brasileira de Letras - "A cidade e os dias" (1957)[2]
- Prêmio Luísa Cláudio de Sousa, do Pen Clube do Brasil; o Prêmio Jabuti, da Câmara Brasileira do Livro; e o Prêmio da Fundação Cultural do Distrito Federal - poesia “Finisterra” (1973)[2]
- Prêmio Nacional Walmap - “Ninho de cobras”
- Prêmio Casimiro de Abreu, do Governo do Estado do Rio de Janeiro - “Finisterra” (1974)[2]
- Prêmio de Memória da Fundação Cultural do Distrito Federal - “Confissões de um poeta” (1979)[2]
- Prêmio Mário de Andrade, conferido pela Academia Brasiliense de Letras ao conjunto de suas obras (1982)[2]
- Prêmio Nacional de Ensaio do Instituto Nacional do Livro - “A ética da Aventura” (1983) [2]
- Prêmio Homenagem à Cultura, da Nestlé - pela obra poética (1986)[2]
- Eleito Intelectual do Ano de 1990, recebeu o Troféu Juca Pato. [carece de fontes?]
- Clube de Poesia de São Paulo atribuiu o Prêmio Cassiano Ricardo - “Curral de Peixe” (1995)[2]
- Golfinho de Ouro[2]
- Prêmio de Poesia del Mundo Latino Victor Sandoval (México, 2008)[2]
- Prêmio Casa de las Américas (Cuba, 2009) [2]
- Prêmio Rosalía de Castro, do PEN Clube da Galícia (Espanha, 2010).[2]
- Prêmio Leteo - 2011[carece de fontes?]

### Condecorações
- Ordem do Mérito dos Palmares, no grau de Grã-Cruz
- Ordem do Mérito Militar, no grau de Oficial[1]
- Ordem do Rio Branco, no grau de Comendador
- Medalha Manuel Bandeira
- Cidadão honorário de Penedo, Alagoas
- Grande Benemérito do Real Gabinete Português de Leitura do Rio de Janeiro
- Doutor Honoris Causa pela Universidade Federal de Alagoas
- Pertence ao PEN Clube Internacional, sediado em Paris

- Wikiquote